# Базис эрозии
Ба́зис эро́зии (от греч. βάσις — основание) — уровень, на котором водный поток теряет свою энергию и ниже которого не может углубить своё русло (теряет эродирующую способность).
Общим базисом эрозии считается уровень Мирового океана. Местные базисы эрозии — уровни озер, в которые впадают реки, уровень главной реки для впадающего в неё притока и т. д. Изменения высоты базиса эрозии из-за колебаний уровня моря, вековых колебаний земной коры сопровождаются врезанием долины (при понижении базиса эрозии) или заполнением её речными отложениями (при его повышении). Смена этих процессов приводит к образованию речных террас.